# Padre Burgos, Nam Leyte
Padre Burgos là một đô thị hạng 5 ở tỉnh Nam Leyte, Philippines. Theo điều tra dân số năm 2000, đô thị này có dân số 8.926 người trong 1.672 hộ.

## Các đơn vị hành chính
Padre Burgos được chia thành 11 barangay.
- Buenavista
- Bunga
- Laca
- Lungsodaan
- Poblacion
- San Juan
- Santa Sofia
- Santo Rosario
- Cantutang
- Dinahugan
- Tangkaan